# Premi Emmy 2010
La cerimonia della 62ª edizione dei Primetime Emmy Awards (62nd Primetime Emmy Awards) si è tenuta al Nokia Theatre di Los Angeles il 29 agosto 2010.
La cerimonia è stata trasmessa dalla NBC ed è stata presentata da Jimmy Fallon.
Le nomination sono state annunciate l'8 luglio 2010 da Joel McHale e Sofía Vergara presso il Leonard H. Goldenstein Theatre di North Hollywood, in California.

## Primetime Emmy Awards

### Miglior serie tv drammatica
- Mad Men (AMC)
- Breaking Bad (AMC)
- Dexter (Showtime)
- The Good Wife (CBS)
- Lost (ABC)
- True Blood (HBO)

### Miglior serie tv commedia
- Modern Family (ABC)
- 30 Rock (NBC)
- Curb Your Enthusiasm (HBO)
- Glee (FOX)
- Nurse Jackie - Terapia d'urto (Showtime)
- The Office (NBC)

### Migliore miniserie
- The Pacific, regia di Jeremy Podeswa, Timothy Van Patten e David Nutter (HBO)
- Return to Cranford, regia di Simon Curtis e Steve Hudson (PBS)

### Migliore film per la televisione
- Temple Grandin - Una donna straordinaria, regia di Mick Jackson (HBO)
- Endgame, regia di Pete Travis (PBS)
- Georgia O'Keeffe, regia di Bob Balaban (Lifetime)
- Moonshot - L'uomo sulla luna (Moonshot), regia di Richard Dale (History)
- I due presidenti (The Special Relationship), regia di Richard Loncraine (HBO)
- You Don't Know Jack - Il dottor morte, regia di Barry Levinson (HBO)

### Miglior programma varietà, musicale o comico
- The Daily Show with Jon Stewart (Comedy Central)
- The Colbert Report (Comedy Central)
- Real Time with Bill Maher (HBO)
- Saturday Night Live (NBC)
- The Tonight Show with Conan O'Brien (NBC)

### Migliore attore in una serie tv drammatica
- Bryan Cranston (Walter White) – Breaking Bad
- Kyle Chandler (Eric Taylor) – Friday Night Lights
- Matthew Fox (Jack Shephard) – Lost
- Michael C. Hall (Dexter Morgan) – Dexter
- Jon Hamm (Don Draper) – Mad Men
- Hugh Laurie (Gregory House) – Dr. House - Medical Division

### Migliore attore in una serie tv commedia
- Jim Parsons (Sheldon Cooper) – The Big Bang Theory
- Alec Baldwin (Jack Donaghy) – 30 Rock
- Steve Carell (Michael Scott) – The Office
- Larry David (se stesso) – Curb Your Enthusiasm
- Matthew Morrison (Will Schuester) – Glee
- Tony Shalhoub (Adrian Monk) – Detective Monk

### Migliore attore in una miniserie o film per la televisione
- Al Pacino (Jack Kevorkian) – You Don't Know Jack - Il dottor morte
- Jeff Bridges (Jon Katz) – Pet Therapy - Un cane per amico (A Dog Year)
- Ian McKellen (Due) – The Prisoner
- Dennis Quaid (Bill Clinton) – I due presidenti (The Special Relationship)
- Michael Sheen (Tony Blair) – I due presidenti (The Special Relationship)

### Migliore attrice in una serie tv drammatica
- Kyra Sedgwick (Brenda Leigh Johnson) – The Closer
- Connie Britton (Tami Taylor) – Friday Night Lights
- Glenn Close (Patricia "Patty" Hewes) – Damages
- Mariska Hargitay (Olivia Benson) – Law & Order - Unità vittime speciali
- January Jones (Betty Draper) – Mad Men
- Julianna Margulies (Alicia Florrick) – The Good Wife

### Migliore attrice in una serie tv commedia
- Edie Falco (Jackie Peyton) – Nurse Jackie - Terapia d'urto
- Toni Collette (Tara Gregson) – United States of Tara
- Tina Fey (Liz Lemon) – 30 Rock
- Julia Louis-Dreyfus (Christine Campbell) – La complicata vita di Christine
- Lea Michele (Rachel Berry) – Glee
- Amy Poehler (Leslie Knope) – Parks and Recreation

### Migliore attrice in una miniserie o film per la televisione
- Claire Danes (Temple Grandin) – Temple Grandin - Una donna straordinaria
- Joan Allen (Georgia O'Keeffe) – Georgia O'Keeffe
- Hope Davis (Hillary Clinton) – I due presidenti (The Special Relationship)
- Judi Dench (Miss Matty) – Return to Cranford
- Maggie Smith (Mary Gilbert) – Capturing Mary

### Migliore attore non protagonista in una serie tv drammatica
- Aaron Paul (Jesse Pinkman) – Breaking Bad
- Andre Braugher (Owen) – Men of a Certain Age
- Michael Emerson (Benjamin Linus) – Lost
- Terry O'Quinn (John Locke) – Lost
- Martin Short (Leonard Winstone) – Damages
- John Slattery (Roger Sterling) – Mad Men

### Migliore attore non protagonista in una serie tv commedia
- Eric Stonestreet (Cameron Tucker) – Modern Family
- Ty Burrell (Phil Dunphy) – Modern Family
- Chris Colfer (Kurt Hummel) – Glee
- Jon Cryer (Alan Harper) – Due uomini e mezzo
- Jesse Tyler Ferguson (Mitchell) – Modern Family
- Neil Patrick Harris (Barney Stinson) – How I Met Your Mother

### Migliore attore non protagonista in una miniserie o film per la televisione
- David Strathairn (Dr. Carlock) – Temple Grandin - Una donna straordinaria
- Michael Gambon (Mr. Woodhouse) – Emma
- John Goodman (Neal Nicol) – You Don't Know Jack - Il dottor morte
- Jonathan Pryce (Mr. Buxton) – Return to Cranford
- Patrick Stewart (Ghost / Claudius) – Hamlet

### Migliore attrice non protagonista in una serie tv drammatica
- Archie Panjabi (Kalinda Sharma) – The Good Wife
- Christine Baranski (Diane Lockhart) – The Good Wife
- Rose Byrne (Ellen Parsons) – Damages
- Sharon Gless (Madeline Westen) – Burn Notice - Duro a morire
- Christina Hendricks (Joan Harris) – Mad Men
- Elisabeth Moss (Peggy Olson) – Mad Men

### Migliore attrice non protagonista in una serie tv commedia
- Jane Lynch (Sue Sylvester) – Glee
- Julie Bowen (Claire Dunphy) – Modern Family
- Jane Krakowski (Jenna Maroney) – 30 Rock
- Holland Taylor (Evelyn Harper) – Due uomini e mezzo
- Sofía Vergara (Gloria Delgado-Pritchett) – Modern Family
- Kristen Wiig (ruoli vari) – Saturday Night Live

### Migliore attrice non protagonista in una miniserie o film per la televisione
- Julia Ormond (Eustacia) – Temple Grandin - Una donna straordinaria
- Kathy Bates (Regina di Cuori) – Alice
- Catherine O'Hara (Zia Ann) – Temple Grandin - Una donna straordinaria
- Susan Sarandon (Janet Good) – You Don't Know Jack - Il dottor morte
- Brenda Vaccaro (Margo Janus) – You Don't Know Jack - Il dottor morte

### Migliore regia per una serie tv drammatica
- Dexter – Steve Shill per l'episodio La storia si ripete
- Breaking Bad – Michelle MacLaren per l'episodio One Minute
- Lost – Jack Bender per l'episodio La fine
- Mad Men – Lesli Linka Glatter per l'episodio I soci inglesi
- Treme – Agnieszka Holland per l'episodio Do You Know What It Means

### Migliore regia per una serie tv commedia
- Glee – Ryan Murphy per l'episodio Voci fuori dal coro
- 30 Rock – Don Scardino per l'episodio I Do Do
- Glee – Paris Barclay per l'episodio Musica su 2 ruote
- Modern Family – Jason Winer per l'episodio La nostra famiglia
- Nurse Jackie - Terapia d'urto – Allen Coulter per l'episodio Pilota

### Migliore regia per una miniserie o film per la televisione
- Temple Grandin - Una donna straordinaria – Mick Jackson
- Georgia O'Keeffe – Bob Balaban
- The Pacific – David Nutter e Jeremy Podeswa per la Parte ottava
- The Pacific – Tim Van Patten per la Parte nona
- You Don't Know Jack - Il dottor morte – Barry Levinson

### Migliore sceneggiatura per una serie tv drammatica
- Mad Men – Matthew Weiner e Erin Levy per l'episodio Chiudi la porta e siediti
- Friday Night Lights – Rolin Jones per l'episodio Il figlio
- The Good Wife – Michelle King e Robert King per l'episodio Una nuova vita
- Lost – Damon Lindelof e Carlton Cuse per l'episodio La fine
- Mad Men – Robin Veith e Matthew Weiner per l'episodio I soci inglesi

### Migliore sceneggiatura per una serie tv commedia
- Modern Family – Steven Levitan e Christopher Lloyd per l'episodio La nostra famiglia
- 30 Rock – Tina Fey e Kay Cannon per l'episodio Lee Marvin vs. Derek Jeter
- 30 Rock – Matt Hubbard per l'episodio Anna Howard Shaw Day
- Glee – Ryan Murphy, Brad Falchuk e Ian Brennan per l'episodio Voci fuori dal coro
- The Office – Greg Daniels e Mindy Kaling per l'episodio Niagara

### Migliore sceneggiatura per una miniserie o film per la televisione
- You Don't Know Jack - Il dottor morte – Adam Mazer
- The Pacific – Michelle Ashford, Robert Schenkkan per la Parte ottava
- The Pacific – Bruce C. McKenna, Robert Schenkkan per la Parte decima
- I due presidenti (The Special Relationship) – Peter Morgan
- Temple Grandin - Una donna straordinaria – William Merritt Johnson, Christopher Monger

## Creative Arts Emmy Awards
I Primetime Creative Arts Emmy Awards sono stati consegnati sabato 21 agosto 2010.

### Premi tecnici
- Miglior programma d'animazione: Lanny & Wayne - Missione Natale
- Miglior doppiatore: Anne Hathaway, per aver dato voce alla Principessa Penelope nell'episodio Once Upon a Time in Springfield de I Simpson
- Miglior casting per una serie tv commedia: Robert J. Ulrich, Eric Dawson e Jim Carnahan per Modern Family
- Miglior casting per una serie tv drammatica: Laura Schiff e Carrie Audino per Mad Men
- Miglior casting per una miniserie, film o speciale: Meg Liberman, Cami Patton, Christine King, Jennifer Euston, e Suzanne M. Smith per The Pacific
- Miglior coordinamento stunt: Danny Weselis per FlashForward
- Migliori costumi in una serie tv: Joan Bergin e Susan Cave per The Tudors
- Migliori costumi in una miniserie, film o speciale: Jenny Beavan e Alison Beard per Return To Cranford
- Miglior direzione artistica per una serie single-camera: Tom Conroy, Colman Corish e Crispian Sallis per I Tudors
- Miglior direzione artistica per una miniserie, film o speciale: Anthony Pratt, Dominic Hyman, Richard Hobbs, Scott Bird, Jim Millet, Rolland Pike e Lisa Thompson per The Pacific
- Migliori effetti visivi per una serie tv: Sabrina Arnold, Rik Shorten, Steve Meyer, Derek Smith, Christina Spring, Joshua Cushner, Tom Bremer, Mark Byers, Zach Zaubi per CSI
- Migliori effetti visivi in una miniserie, film o speciale: John E. Sullivan, Joss Williams, Dave Taritero, Peter Webb, Dion Hatch, John P. Mesa, Jerry Pooler, e Paul Graff per The Pacific
- Miglior montaggio video per una serie tv drammatica single-camera: Stephen Semel, Mark J. Goldman, Christopher Nelson e Henk Van Eeghan per Lost
- Miglior montaggio video per una serie tv commedia single-camera o multi-camera: Ryan Case per Modern Family
- Miglior montaggio video per una miniserie o film: Leo Trombetta per Temple Grandin - Una donna straordinaria
- Migliori musiche originali: Randy Newman per Detective Monk
- Miglior sigla: Tom Barham, Marci Ichimura, Dean Haspiel e Anthony Santoro per Bored to Death - Investigatore per noia
- Miglior sigla musicale: Wendy Melvoin e Lisa Coleman per Nurse Jackie

### Migliore attore ospite in una serie drammatica
- John Lithgow  (Arthur Mitchell) – Dexter
- Dylan Baker (Colin Sweeney) – The Good Wife
- Beau Bridges (George Andrews) – The Closer
- Alan Cumming (Eli Gold) – The Good Wife
- Ted Danson (Arthur Frobisher) – Damages
- Gregory Itzin (Charles Logan) – 24
- Robert Morse (Bertram Cooper) – Mad Men

### Migliore attore ospite in una serie comica o commedia
- Neil Patrick Harris (Bryan Ryan) – Glee
- Will Arnett (Devin Banks) – 30 Rock
- Jon Hamm (Drew Baird) – 30 Rock
- Mike O'Malley (Burt Hummel) – Glee
- Eli Wallach (Bernard Zimberg) – Nurse Jackie - Terapia d'urto
- Fred Willard (Frank Dunphy) – Modern Family

### Migliore attrice ospite in una serie drammatica
- Ann-Margret (Rita Wills) – Law & Order - Unità vittime speciali
- Shirley Jones (Lola Zellman) – The Cleaner
- Elizabeth Mitchell (Juliet Burke) – Lost
- Mary Kay Place (Adaleen Grant) – Big Love
- Sissy Spacek (Marilyn Densham) – Big Love
- Lily Tomlin (Marilyn Tobin) – Damages

### Migliore attrice ospite in una serie commedia
- Betty White – Saturday Night Live
- Christine Baranski (Beverly Hofstadter) – The Big Bang Theory
- Kristin Chenoweth (April Rhodes) – Glee
- Tina Fey – Saturday Night Live
- Kathryn Joosten (Karen McCluskey) – Desperate Housewives
- Jane Lynch (Dr. Linda Freeman) – Due uomini e mezzo
- Elaine Stritch (Colleen Donaghy) – 30 Rock